# Auvernier
Auvernier és un antic municipi suís del cantó de Neuchâtel, situat al districte de Boudry. A partir de l'1 de gener de 2013, es fusiona amb Bôle i Colombier en el municipi nou Milvignes.